# Alessandro Blasetti
Alessandro Blasetti (Roma 3 de julio de 1900 - 1 de febrero de 1987) fue un director cinematográfico italiano.
Considerado como uno de los autores más interesantes del cine fascista, tuvo como colaborador habitual a Mario Camerini, fundador de la Escuela Técnica de Cinematografía.

## Filmografía parcial

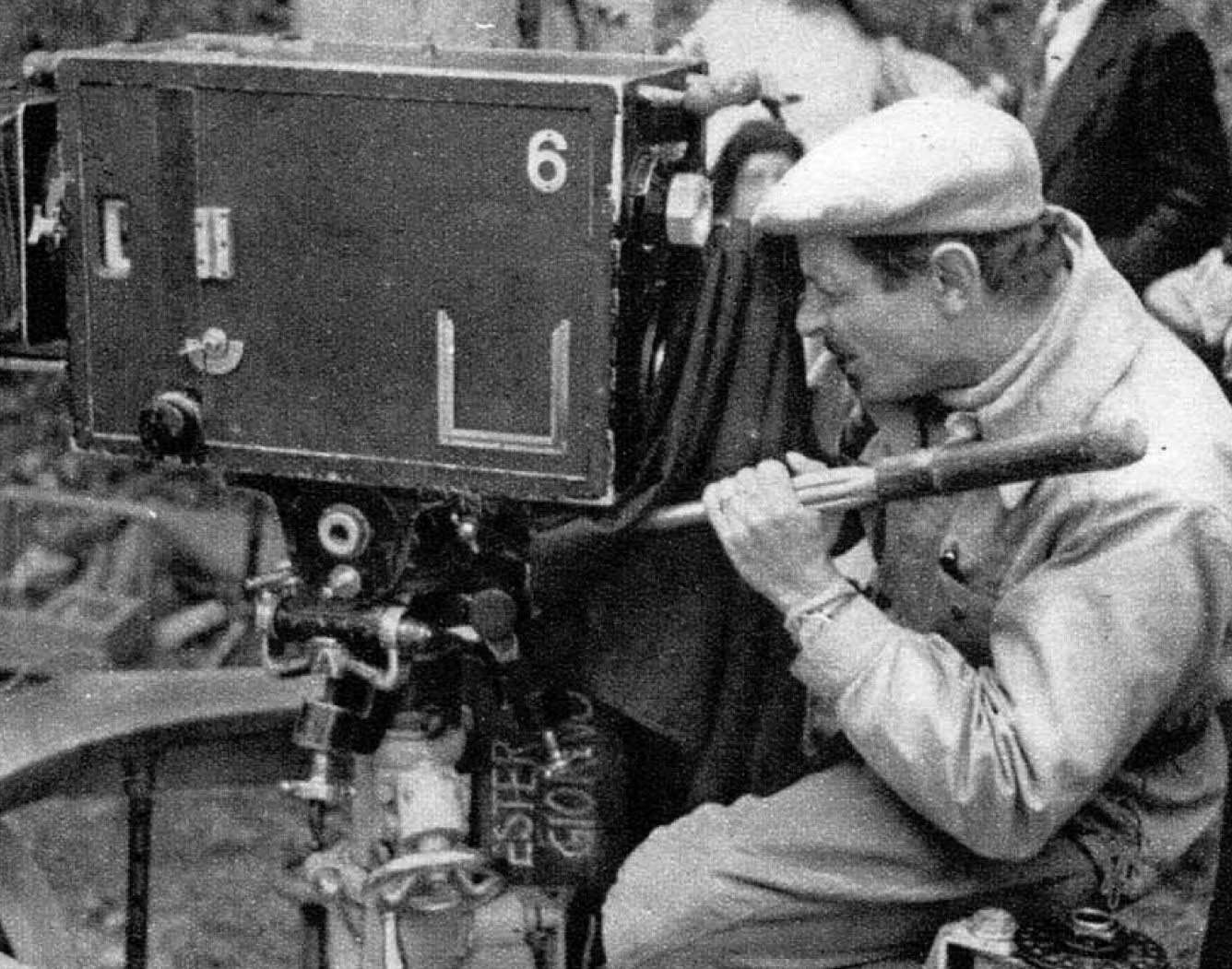
Foto de 1952.

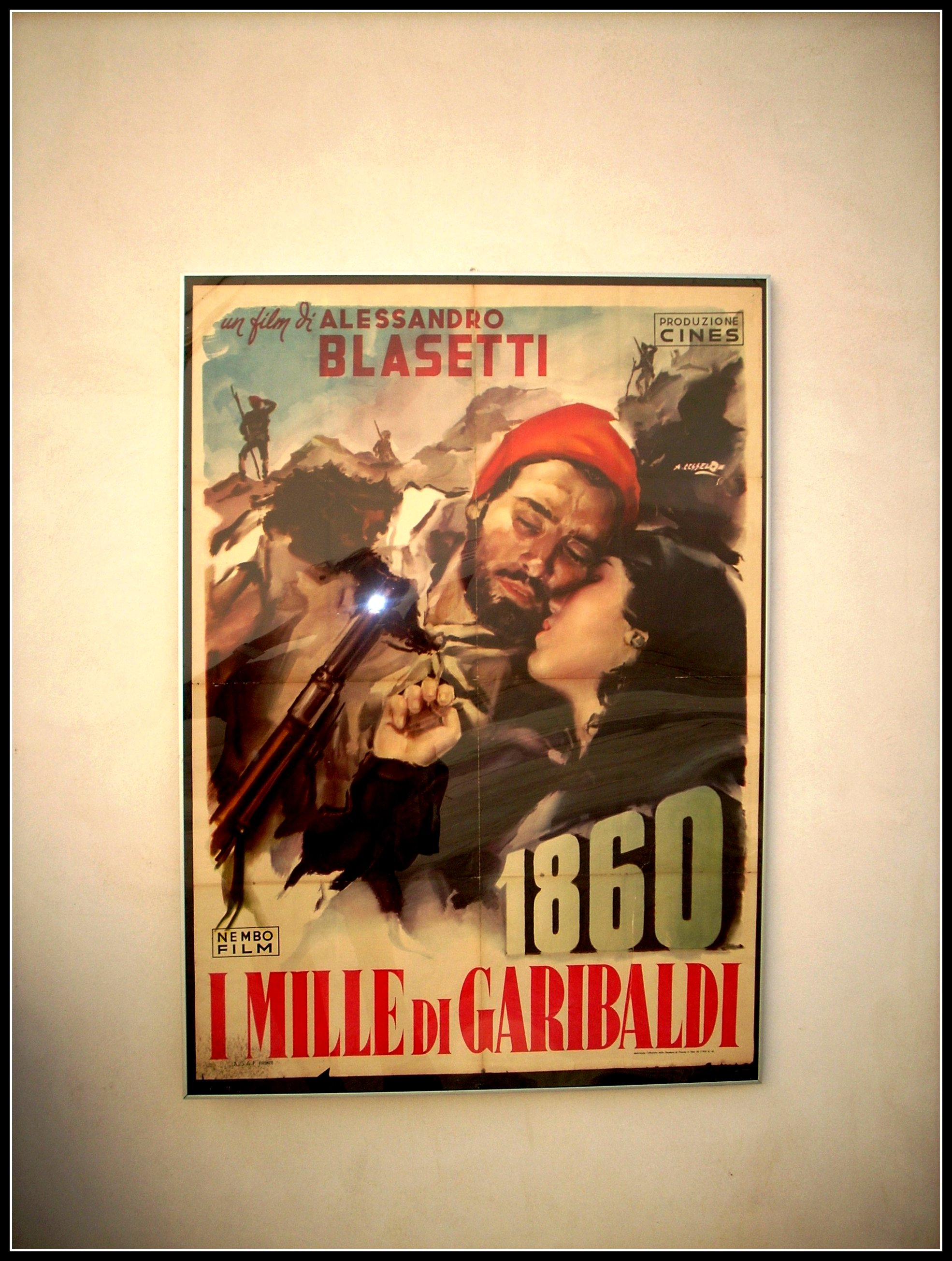
Cartel de la película 1860, con la imagen del personaje de Garibaldi y la expresión «Los miles de Garibaldis». El ejemplar fotografiado es de una exposición hecha en Sciacca.

Prolífico y hábil, ensayó todos los géneros y abordó multitud de temas, como la reconstrucción histórica.
- Sol (1929).
- Nerone (1930).
- Resurrección (1931).
- 1860 (1933), sobre la epopeya garibaldina
- La corona de hierro (La corona di ferro, 1940), que pretendió ser el Nibelungen italiano.

- Vieja guardia (1934), exaltación fascista.
- Ettore Fieramosca (1938).
- Un amor de Salvador Rosa (1939), novela de capa y espada.
- Un giorno nella vita (1940), comedia sentimental.
- Cuatro pasos por las nubes (1942), considerada como una de las precursoras del neorrealismo italiano
- Tempi nostri (1953).
- La ladrona, su padre y el taxista (Peccato che sia una canaglia) (1954).
- Yo, yo, yo, y los demás (1967).
- Simón Bolívar (1968).

## Influencia
En España, la estética de su película La corona de hierro marcó durante muchos años la estética de los cuadernos de aventuras ambientados en la Edad Media, inspirando secuelas como Zarpa de León (1949) de Ferrando y Simba-Kan (1960) de Martínez Osete e incluso adaptaciones como Torg (hijo de León) (1960) de Fernando Roldán.

## Premios y distinciones
Festival Internacional de Cine de Venecia
| Año  | Categoría                                | Galardonado                   | Resultado |
| ---- | ---------------------------------------- | ----------------------------- | --------- |
| 1941 | Copa Mussolini - Mejor película italiana | La corona de hierro           | Ganador   |
| 1950 | Premio Internacional                     | Una hora en su vida           | Ganador   |
| 1980 | Premio Pietro Bianchi                    | Premio Pietro Bianchi         | Ganador   |
| 1982 | León de Oro a toda su carrera            | León de Oro a toda su carrera | Ganador   |